# 이쓰와정
이쓰와정(일본어: 五和町)은 일본 구마모토현 아마쿠사군에 존재했던 정이다. 
'새로운 도약과 빛나는 도시 우치와'를 마을의 표어로 내걸고 있다. 마을 북쪽에 위치한 도사섬 앞바다에는 약 200마리의 남방큰돌고래가 회유하고 있어 돌고래 관찰을 즐길 수 있다. 
2000년 3월에 정내에 아마쿠사 비행장이 개항했다. 기이케항과 함께 아마쿠사의 관문 역할을 하고 있다. 
2006년 3월 27일에, 혼도시·우시부카시, 아마쿠사군 고쇼우라정·구라타케정·스모토정·신와정·아리아케정·아마쿠사정, 가와우라정과 합병해 아마쿠사시가 되었다.

## 지리
아마쿠사 제도의 시모지마 섬의 북쪽에 위치해 있다. 

## 역사
- 1955년 9월 30일 - 아마쿠사군 고료촌, 아니이케촌, 후타에정, 데노촌, 조가와라촌이 합병해 이쓰와정이 성립하였다.
- 2006년 3월 27일 - 혼도시·우시부카시, 아마쿠사군 고쇼우라정·구라타케정·스모토정·신와정·아리아케정·아마쿠사정, 가와우라정과 합병해 아마쿠사시가 되었다.

## 교통

### 공항
- 아마쿠사 비행장

### 도로
- 국도 324호선

## 참고 문헌
- 角川日本地名大辞典編纂委員会, 『角川日本地名大辞典 43 熊本県』1987, 角川書店